# 上沙沃镇
上沙沃镇，是中华人民共和国甘肃省白银市景泰县下辖的一个乡镇级行政单位。

## 行政区划
上沙沃镇下辖以下地区：
大桥村、梁家槽村、三个山村、白墩子村、上沙沃村、骆驼水村、段家井村、王庄村、榆树村和边外村。